# Miniaturepark
En miniaturepark er en seværdighed, hvor der under åben himmel er opstillet modeller af bygninger. Der kan være tale om gengivelse af en given by, typisk kaldet miniby, eller en samling af kendte bygninger og steder.
Private miniatureparker og minibyer har antagelig eksisteret siden engang i 1800-tallet, men det var i først i 1930'erne, at der blev tale om egentlige turistattraktioner. Nogle af de tidlige eksempler er Bekonscot i Storbritannien, Miniaturpark Klein-Erzgebirge i Tyskland og Madurodam i Nederlandene.

## Variationer
De fleste miniatureparker og minibyer er bygget i et fast størrelsesforhold varierende fra 1:76, der benyttes af den detaljerede Pendon i England, og op til 1:9 i Wimborne Model Town. På det europæiske kontinent og i Asien benyttes gerne 1:25, mens man i Nordamerika og Storbritannien benytter 1:12 og andre varianter. Danske minibyer benytter som oftest 1:10. Fælles gælder at man normalt ikke kan få ting til de størrelser i almindelig handel, hvorfor meget derfor laves på egne værksteder. Noget der for eksempel kan betyde, at hver eneste lille mursten til et hus skal brændes ligesom de rigtige for siden møjsommeligt at blive muret på plads.
Minibyer tager udgangspunkt i en bestemt by, typisk den hvor den hører hjemme og gerne fra et bestemt tidspunkt, hvor byens udformning er veldokumenteret. Minibyer er typisk bygget i en forholdsvis stor størrelse, der gør det muligt for de besøgende at gå rundt i gaderne i byen. Mange huse vil dog stadig ikke være større end mindre børn, men for eksempel kirketårne kan godt være højere end voksne mennesker. I visse tilfælde er man dog gået den modsatte vej med et mere beskedent størrelsesforhold, så en hel by kan gengives på forholdsvis få kvadratmeter.
Miniatureparker satser på samlinger af modeller af kendte bygninger og steder fra en given egn eller land eller fra flere lande. Der kan være tale om enkelte modeller som for eksempel slotte og karakteristiske bygninger, men der kan også være opbygget deciderede udsnit af landskaber eller byer, så bygningerne fremstår i deres rette element. I miniatureparker holdes publikum normalt på stier på passende afstand af de ofte detaljerede bygningsværker. Til gengæld kan de forskellige lokaliteter i parken bindes sammen af modeljernbaner, små floder eller lignende. 
En særlig variation over emnet er området Miniland, der findes i de forskellige udgaver af Legoland. Her er der tale om miniatureparker inkorporeret i større forlystelsesparker med hver sin udformning med mere eller mindre naturtro udsnit af forskellige områder og lande. Det der gør dem særlige er imidlertid, at samtlige bygninger, køretøjer og figurer er bygget af legoklodser. For det meste er benyttet størrelsesforholdet 1:20, men i enkelte tilfælde som for eksempel modeller af lufthavne er benyttet mindre størrelser, da de ellers ville blive alt for store.

## Liste over miniatureparker

### Europa

#### Danmark
- Assens
- Daugbjerg
- Faaborg
- Faxe Ladeplads
- Fredericia
- Frøstrup
- Gl. Munkebo
- Hobro
- Løkken
- Køge
- Kolding
- Korsør
- Maribo
- Roskilde
- Slangerup
- Sæby
- Thisted
- Varde
- Vejen
- Viborg[3][4]
- Aalborg

#### Tyskland
- Bayern
  - Legoland Günzburg, Günzburg
- Berlin
  - Modellpark Berlin-Brandenburg, Berlin-Oberschöneweide
- Mecklenburg-Vorpommern
  - Miniaturenpark Rügenpark, Gingst auf Rügen
  - Miniaturenpark Kalkhorst, Kalkhorst
  - Miniaturenpark Lütt Schwerin, Lankow
  - Miniaturstadt Bützow, Bützow
  - Miniland Mecklenburg-Vorpommern, Göldenitz bei Rostock
- Niedersachsen
  - Lüttge Land, Altfunnixsiel
- Sachsen
  - Miniaturpark Klein-Erzgebirge, Oederan (1933)
  - Heimatecke Waschleithe (1963)
  - Miniaturschauanlage Klein-Vogtland, Adorf/Vogtl. (1992)
  - Miniaturenpark Kleinwelka, Bautzen (1998)
  - Miniwelt, Lichtenstein/Sa. (1999)
  - Erlebnis- und Miniaturenpark Elsterwerda (2007)
- Sachsen-Anhalt
  - Miniaturenpark Kleiner Harz, Wernigerode
- Schleswig-Holstein
  - Tolk-Schau, Tolk
- Thüringen
  - Miniaturenpark mini-a-thür, Ruhla

#### Schweiz
- Swissminiatur, Melide im Tessin
- Swiss Vapeur Parc bei Lausanne

#### Østrig
- Minimundus, Klagenfurt

#### Resten af Europa
- Mini-Europa, Belgien
- Bekonscot, Buckinghamshire, England
- Old New Inn (aka The Modell Village) Bourton-on-the-Water, England
- Legoland Windsor, Windsor, England
- France Miniature, Élancourt, Frankrig
- Parc des Mini-Châteaux, Amboise, Frankrig
- Italia in Miniatura, Rimini, Italien
- Madurodam, Den Haag, Niederlande
- Miniatuur Walcheren, Middelburg, Niederlande
- Park Miniatur Latarni Morskich, Niechorze, Polen
- Park Miniatur Zabytków Dolnego Śląska, Kowary, Polen
- Catalunya en Miniatura, Katalonien, Spanien
- Pasión Mudejar, Olmedo, Spanien
- Pueblo Chico, Valle de La Orotava, Spanien
- Boheminium, Mariánské Lázně, Tjekkiet
- Miniatürk, Istanbul, Tyrkiet
- Minicity, Antalya, Tyrkiet

### Asien, Amerika
- Mini Israel, Jerusalem, Israel
- Legoland California, Carlsbad, USA
- Legoland Florida, Orlando, USA

### Tidligere miniatureparker
- Gulliver-Welt, Saarbrücken (1968–2012)
- Minidomm, Ratingen (1967–1992)
- Mini Mundus Bodensee, Meckenbeuren (2005–2012)
- Modellpark Mecklenburgische Seenplatte, Neubrandenburg (2000–2011)
- Mundomágico, Santiago, Chile